# Berndt Aminoff
Berndt Adolf Carl Gregori Aminoff, född 28 oktober 1809 i Sjundeå i Storfurstendömet Finland, död 16 januari 1875 i Helsingfors var en finlandssvensk överste, guvernörsadjutant och lantdagsledamot för ridderskapet och adeln vid Finlands lantdagar 1867 och 1872.

## Biografi

### Karriär
Aminoff inledde sin karriär i Finska gardet, 3:e finska jägarregementet år 1823 och senare i reservbataljonen (1. koloniserade sappörbataljon). Aminoff utexaminerades som kadett från Fredrikshamns Finska kadettkår år 1824. Han befordrades till fänrik år 1830, till underlöjtnant år 1834, till löjtnant år 1838, till äldre adjutant år 1840, till kapten år 1846, till överstelöjtnant år 1851 och till överste år 1854. Aminoff tjänstgjorde från 1834 i Livgardets 3:e finska skarpskyttebataljon. Aminoff deltog i Krimkriget som adjutant till guvernören i Viborg, Alexander Adam Thesleff, år 1855. Viborgborna beskrev honom som artig och välvillig. Dessutom fungerade han som permanent representant i den finska arméns krigsrätt åren 1857-1875..

### Riddarhuset
Han var även ledamot i Riddarhusutskottet under perioden 1855-1860. Under Aminoffs mandatperiod påbörjades byggnadsarbetena för Riddarhuset i Helsingfors. Aminoff och senator Casimir von Kothen drev byggnadsprojektet framåt. Riddarhuset stod färdigt år 1862 och året därpå samlades ständerlantdagen 1863 i Riddarhuset.

### Familj
Berndt Aminoffs föräldrar var överstelöjtnant och bataljonskommendör Berndt Jonas Aminoff och Ulrika Margareta Aminoff. Hans farfar var generalmajor Adolph Aminoff, kommendör för Savolaxbrigaden.
Den 13 juni 1841 gifte sig Aminoff med Ida Matilda Avellan (född 24 oktober 1817 i Åbo). Avellan var dotter till historieprofessor Johan Henrik Avellan och Kristina Eleonora Almqvist från Stockholm.
Aminoff fick tio barn tillsammans med Ida Matilda, men en stor del av barnen avled mycket unga. Parets barn:
- Ida Aminoff (född i Helsingfors 27 juli 1842, död i Helsingfors 25 augusti 1843)
- Berndt Ivar Aminoff, länsarkitekt i Vasa och Viborg, (född i Helsingfors 8 oktober 1843, död i Viborg 28 februari 1926)
- Carl Alarik Aminoff (född i Helsingfors 2 februari 1845, död 28 september 1846)
- Matilda Eleonora Carolina Margareta von Nandelstadh, fru till lantdagsledamot August von Nandelstadh, (född i Helsingfors 11 april 1846, död i Helsingfors 23 september 1926)
- Ida Emilia Nyberg, fru till generalmajor Frans Edvard Nyberg, (född i Helsingfors 9 september 1847, död 1 oktober 1912 i Borgå)
- Elna Herminia Pacius, fru till ingenjör Johannes Edvard Pacius som var son till kompositör Fredrik Pacius, (född 10 augusti 1849, död 24 februari 1913)
- Alfhild Augusta Aminoff (född i Helsingfors 28 november 1851, död i Viborg 7 november 1856)
- Sigrid Maria Gripenberg, fru till friherre Johannes Gripenberg, (född i Helsingfors 20 september 1853, död 21 november 1922)
- Adolf Petter Johannes Aminoff, generalmajor, (född i Viborg 9 januari 1856, död i Helsingfors 20 september 1938)
- Carl Gregor Aminoff (född i Helsingfors 24 april 1856, död i Åbo 24 januari 1896).

## Ordnar
- Sankt Vladimirs orden (1865)
- Sankt Annas orden (1865, 1846)
- Sankt Stanislausorden (1857)

Aminoff tilldelades Sankt Annaordens kors av tredje klassen av Rysslands kejsare, Finlands storfurste Nikolaj I år 1846. Han mottog Sankt Stanislausordens kors av andra klassen år 1857, Sankt Annaordens kors av andra klassen år 1865 och Sankt Vladimirsordens kors av fjärde klassen år 1865 av Rysslands kejsare, Finlands storfurste Alexander II.